# 諾博恩 (印第安納州)
諾博恩（英語：Gnaw Bone）是位於美國印地安納州布朗縣的一個非建制地區。該地的面積和人口皆未知。

## 地理
諾博恩的座標為39°11′27″N 86°11′28″W / 39.19083°N 86.19111°W，而該地的平均海拔高度為196米（即643英尺）。